# Teknikåret 1981

## Händelser

### Januari
- Januari - CMB introducerar Commodore VIC 20 Personal Computer under Winter CES.[1]

### Mars
- Mars - ZX81 från Sinclair Research Ltd lanseras.[2]
- 22 mars - Det analoga formatet Selecta Vision (även kallat "videodiscs") introduceras av RCA.[3]

### April
- April
  - Adam Osborne introducerar Osborne Computer under West Coast Computer Faire.[4]
  - Släppet av Xerox Star 8010 meddelas.[5]

### Juni
- Juni - TI lanserar TI99/4A.[6]
- 10 juni - Laserdiscformatet introduceras i Japan.[7]

### Augusti
- 12 augusti - IBM:s PC-dator introduceras [8][9].

### Oktober
- 11 oktober - RCA demonstrerar en prototyp av interaktiva CED-spelaren Vidcom i Cannes.[10]

### Okänt datum
- Level 9 Computing grundas.
- Nordiska mobiltelefonnätet (NMT) tas i bruk.[11] Det är det första större automatiska mobiltelefonisystemet.
- Adam Osborne tillverkar Osborne I, en av de första bärbara datorerna [9].
- Apollo Computer visar sin första arbetsstation [9].
- TCP/IP implementeras för första gången på x86 IBM PC med DOS under namnet "PCIP"[12][13]